# Quân chủ Úc
Quân chủ Úc là một vị quân chủ cha truyền con nối theo hiến pháp. Quân chủ Úc hiện tại là Quốc vương Charles III, người đã nhận chức từ ngày 8 tháng 9 năm 2022. Thống đốc Úc ở cấp quốc gia đại diện cho Quân chủ, theo Hiến pháp của chế độ quân chủ để chế độ quân chủ sáng chế độ bổ nhiệm, Quân chủ không phải là ở Úc khi cô thực hiện trên danh nghĩa của "Hiến pháp Úc, quyền hạn" đương nhiên. Quân chủ sẽ trực tiếp bổ nhiệm sáu thống đốc bang để đại diện cho các Quân chủ ở mỗi bang. Theo đạo luật Úc năm 1986, Quân chủ Úc cũng là Quân chủ của các bang Úc.
Ngoài việc là Quân chủ của Úc, Quân chủ Úc còn là quân chủ của 16 vương quốc khác thuộc khối Thịnh vượng chung.
Dưới sự trị vì của quân chủ Úc tuân theo các sự cai trị thừa kế được thiết lập bởi luật pháp của Vương quốc Anh và được công nhận bởi tất cả các vương quốc Liên bang. Khi cần sửa đổi các quy tắc thừa kế, theo quy ước hiến pháp được thiết lập giữa Vương quốc Liên bang trong những năm 30 và 40 của thế kỷ XX. Các quy tắc thừa kế của các vị quân chủ hoàng gia phải được luật pháp của mỗi quốc gia tuân theo luật pháp của mỗi quốc gia trước khi họ có thể sửa đổi. Trong số đó, theo hệ thống liên bang Úc và hệ thống hiến pháp kể từ năm 1986, Liên bang hóa Úc, sau khi thông qua luật pháp ở tất cả các bang, sửa đổi các quy tắc về việc kế vị ngai vàng thay cho luật pháp Úc.
Theo hệ thống hiến pháp của chế độ quân chủ Westminster ở Úc, cả Quân chủ lẫn thống đốc sẽ không bao giờ hỏi về chính quyền của chính phủ hằng ngày. Theo thông lệ hiến pháp này, quân chủ sẽ chỉ thẩm vấn trực tiếp các vấn đề của Úc khi được bổ nhiệm hoặc bãi nhiệm theo lời khuyên của Thủ tướng hoặc Thống đốc Nhà nước, thay đổi quyền lực của Quân chủ, hoặc xây dựng hoặc bãi bỏ hệ thống của nước hiệu nam tước.

## Danh sách các quân chủ Úc
| Thứ tự | Hình ảnh | Tên (Sinh–Mất) Triều đại                                                             | Trị vì               | Trị vì               | Tên đầy đủ                                          | Hôn phối                              |
| ------ | --- | ------------------------------------------------------------------------------------ | -------------------- | -------------------- | --------------------------------------------------- | ------------------------------------- |
| 1      | | George III (1738–1820) Nhà Hannover                                                  | 29 tháng 4 năm 1770  | 29 tháng 1 năm 1820  | George William Frederick                            | Charlotte của Mecklenburg-Strelitz    |
| 1      | Thống đốc New South Wales: Arthur Phillip, John Hunter, Philip King, William Bligh, Lachlan Macquarie | George III (1738–1820) Nhà Hannover                                                  |                      |                      |                                                     |                                       |
| 2      | | George IV (1762–1830) Nhà Hannover                                                   | 29tháng 1 năm 1820   | 26 tháng 6 năm 1830  | George Augustus Frederick                           | Caroline xứ Braunschweig-Wolfenbüttel |
| 2      | Thống đốc New South Wales: Sir Thomas Brisbane, Sir Ralph Darling | George IV (1762–1830) Nhà Hannover                                                   |                      |                      |                                                     |                                       |
| 3      | | William IV (1765–1837) Nhà Hannover                                                  | 26 tháng 6 năm 1830  | 20 tháng 6 năm 1837  | William Henry                                       | Adelheid xứ Sachsen-Meiningen         |
| 3      | Thống đốc New South Wales: Sir Richard BourkeThống đốc Tây Úc:Sir James StirlingThống đốc Nam Úc:Sir John Hindmarsh | William IV (1765–1837) Nhà Hannover                                                  |                      |                      |                                                     |                                       |
| 4      | | Victoria (1819–1901) Nhà Hannover                                                    | 20 tháng 6 năm 1837  | 22 tháng 1 năm 1901  | Alexandrina Victoria                                | Albrecht xứ Sachsen-Coburg và Gotha   |
| 4      | Thống đốc New South Wales: Sir George Gipps, Sir Charles FitzRoy, Sir William Denison, Sir John Young, Somerset Lowry-Corry, 4th Earl Belmore, Sir Hercules Robinson, Lord Augustus Loftus, Charles Wynn-Carington, 3rd Baron Carrington, Victor Child Villiers, 7th Earl of Jersey, Sir Robert Duff, Henry Brand, 2nd Viscount Hampden, William Lygon, 7th Earl Beauchamp Thống đốc Tây Úc:Sir James Stirling, John Hutt, Sir Andrew Clarke, Charles Fitzgerald, Sir Arthur Kennedy, John Hampton, Sir Benjamin Pine, Sir Frederick Weld, Sir William Robinson, Sir Harry Ord, Sir Frederick Broome, Sir Gerard Smith Thống đốc Nam Úc:George Gawler, Sir George Grey, Frederick Robe, Sir Henry Young, Sir Richard MacDonnell, Sir Dominick Daly, Sir James Fergusson, Sir Anthony Musgrave, Sir William Jervois, Sir William Robinson, Algernon Keith-Falconer, 9th Earl of Kintore, Sir Thomas Buxton, Hallam Tennyson, 2nd Baron Tennyson Thống đốc Victoria:Sir Charles Hotham, Sir Henry Barkly, Sir Charles Darling, John Manners-Sutton, 3rd Viscount Canterbury, Sir Sir George Bowen, George Phipps, 2nd Marquess of Normanby, Sir Henry Loch, John Hope, 7th Earl of Hopetoun, Thomas Brassey, 1st Earl Brassey Thống đốc Tasmania:Sir Henry Young, Sir Thomas Browne, Sir Charles Du Cane, Sir Frederick Weld, Sir John Lefroy, Sir George Strahan, Sir Robert Hamilton, Jenico Preston, 14th Viscount Gormanston Thống đốc Queensland:Sir George Bowen, Samuel Blackall, George Phipps, 2nd Marquess of Normanby, Sir William Cairns, Sir Arthur Kennedy, Sir Anthony Musgrave, Sir Henry Norman, Charles Cochrane-Baillie, 2nd Baron Lamington Toàn quyền: John Hope, 7th Earl of HopetounThủ tướng: Edmund Barton | Victoria (1819–1901) Nhà Hannover                                                    |                      |                      |                                                     |                                       |
| 5      | | Edward VII (1841–1910) Nhà Sachsen-Coburg và Gotha                                   | 22 tháng 1 năm 1901  | 6 tháng 5 năm 1910   | Albert Edward                                       | Alexandra của Đan Mạch                |
| 5      | Toàn quyền: John Hope, 7th Earl of Hopetoun, Hallam Tennyson, 2nd Baron Tennyson, Henry Northcote, 1st Baron Northcote, William Ward, 2nd Earl of Dudley Thủ tướng: Sir Edmund Barton, Alfred Deakin, Chris Watson, George Reid, Alfred Deakin, Andrew Fisher, Alfred Deakin | Edward VII (1841–1910) Nhà Sachsen-Coburg và Gotha                                   |                      |                      |                                                     |                                       |
| 6      | | George V (1865–1936) Nhà Sachsen-Coburg và Gotha (trước 1917) Nhà Windsor (sau 1917) | 6 tháng 5 năm 1910   | 20 tháng 1 năm 1936  | George Frederick Ernest Albert                      | Mary xứ Teck                          |
| 6      | Toàn quyền: William Ward, Bá tước thứ, Thomas Denman, Nam tước thứ 3, Sir Ronald Ferguson, Henry Forster, 1st Baron Forster, John Baird, Tử tước thứ nhất của Stonehaven. Sir Isaac Isaacs Thủ tướng: Andrew Fisher, Joseph Cook, Andrew Fisher, Billy Hughes, Stanley Bruce, James Scullin, Joseph Lyons | George V (1865–1936) Nhà Sachsen-Coburg và Gotha (trước 1917) Nhà Windsor (sau 1917) |                      |                      |                                                     |                                       |
| 7      | | Edward VIII (1894–1972) Nhà Windsor                                                  | 20 tháng 1 năm 1936  | 11 tháng 12 năm 1936 | Edward Albert Christian George Andrew Patrick David | không                                 |
| 7      | Toàn quyền: Sir Isaac Alfred Isaacs, Alexander Hore-Ruthven, 1st Earl of Gowrie Thủ tướng: Joseph Lyons | Edward VIII (1894–1972) Nhà Windsor                                                  |                      |                      |                                                     |                                       |
| 8      | | George VI (1895–1952) Nhà Windsor                                                    | 11 tháng 12 năm 1936 | 6 tháng 2 năm 1952   | Albert Frederick Arthur George                      | Elizabeth Bowes-Lyon                  |
| 8      | Toàn quyền: Alexander Hore-Ruthven, 1st Earl of Gowrie, Prince Henry, Duke of Gloucester, Sir William McKell Thủ tướng: Joseph Lyons, Sir Earle Page, Robert Menzies, Arthur Fadden, John Curtin, Frank Forde, Ben Chifley, Sir Robert Menzies | George VI (1895–1952) Nhà Windsor                                                    |                      |                      |                                                     |                                       |
| 9      | | Elizabeth II (1926–2022) Nhà Windsor                                                 | 6 tháng 2 năm 1952   | 8 tháng 9 năm 2022   | Elizabeth Alexandra Mary                            | Philippos của Hy Lạp và Đan Mạch      |
| 9      | Toàn quyền: Sir William McKell, Sir William Slim, William Morrison, Tử tước thứ nhất của Dunrossil, William Sidney, Tử tước thứ nhất của De L'Isle, Richard Casey, Baron Casey, Sir Paul Hasluck, Sir John Kerr, Sir Zelman Cowen, Sir Ninian Stephen, William Hayden, Sir William Deane, Peter Hollingworth, Michael Jeffery, Dame Quentin Bryce, Sir Peter Cosgrove, David Hurley Thủ tướng: Sir Robert Menzies, Harold Holt, John McEwen, John Gorton, William McMahon, Gough Whitlam, Malcolm Fraser, Bob Hawke, Paul Keating, John Howard, Kevin Rudd, Julia Gillard, Kevin Rudd, Tony Abbott, Malcolm Turnbull, Scott Morrison | Elizabeth II (1926–2022) Nhà Windsor                                                 |                      |                      |                                                     |                                       |